# Polystar
La Polystar è un'etichetta discografica giapponese fondata nel 1980 da Ken Hosokawa ed attualmente appartenente alla Universal Music Group.
Nel 1983 ha pubblicato in Germania la compilation "Fly away".